# Ittiolo
L'ittiolo o ictammolo o ammonio solfoittiolato è un catrame minerale ottenuto per distillazione a secco di scisti bituminosi ricchi di fossili, che viene impiegato sotto forma di unguento per facilitare la maturazione e la colliquazione di lesioni cutanee suppurative, come ad esempio foruncoli (acne), ascessi oppure per il trattamento di malattie dermatologiche come la psoriasi.
È un fluido viscoso di colore nero-bruno, di odore pungente e caratteristico. Ha un'azione debolmente antisettica, antiflogistica, antirritante e batteriostatica.
Il principio attivo è l'ammonio solfoittiolato. Viene venduto come unguento in tubo da 30 g, in concentrazioni del 10% o 20%, come farmaco da banco, senza presentazione di ricetta medica.
La sua azione dermatologica venne scoperta dal medico tedesco Paul Gerson Unna.
In otologia, una mistura di glicerina e ictammolo è stata usata per generazioni per il trattamento topico delle infezioni dell'orecchio. È efficace contro i batteri Gram-positivi. È ben tollerato e non si hanno indicazioni di effetti cancerogeni o mutageni. 
L'ittiolo si può presentare in due forme: scuro (DSSO) o chiaro (PSSO).

## Ictammolo o DSSO

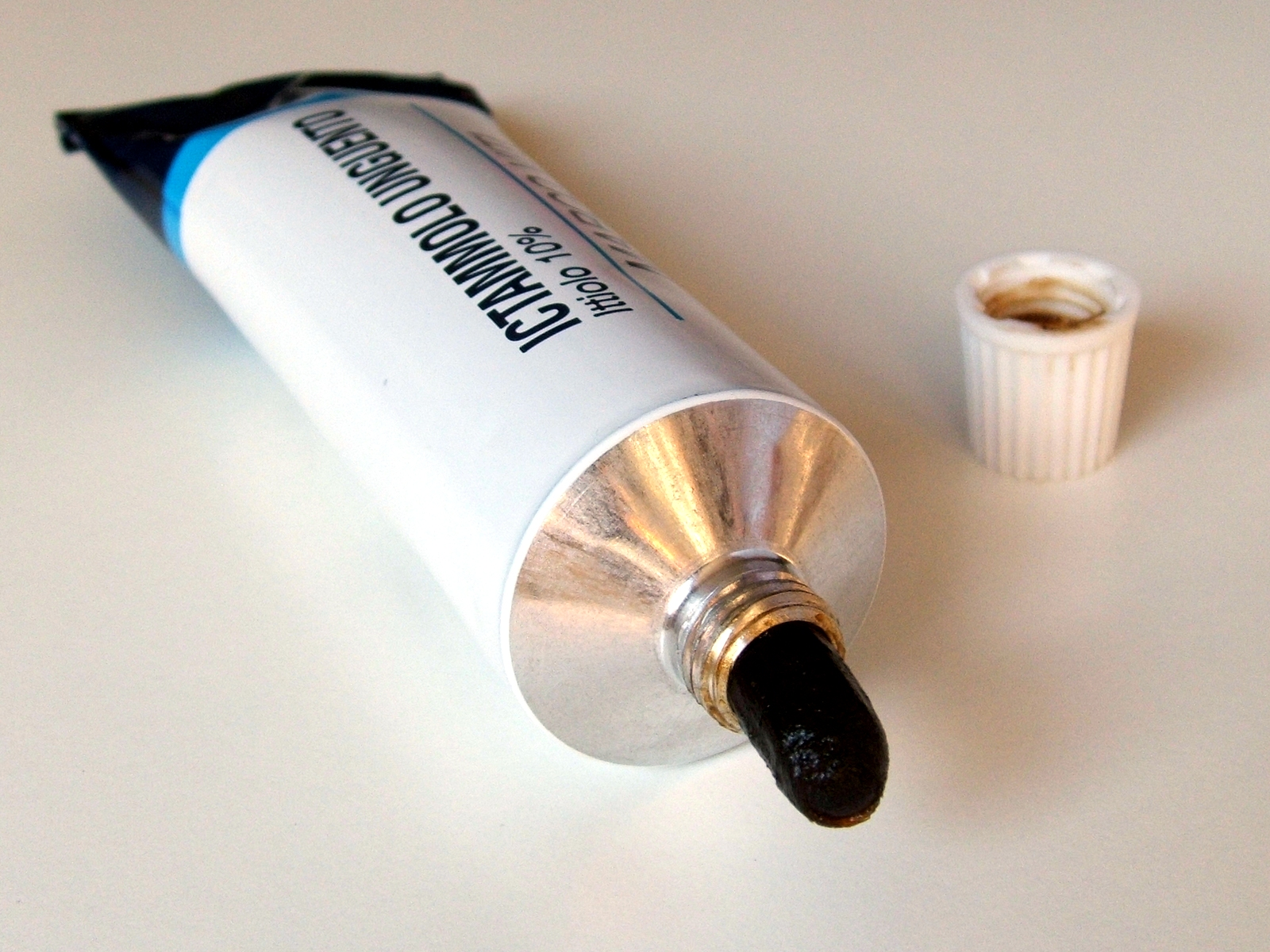
Un tubo di Ictammolo unguento

Lo scisto bituminoso scuro è detto DSSO (Dark Sulfonated Shale Oil) o propriamente ictammolo. Si presenta come un liquido scuro e denso, di colore bruno rossastro tendente al nero, con un odore e un sapore bituminoso. È solubile in acqua e miscibile con glicerina, ma è quasi insolubile in alcool o etere concentrato. Contiene un'alta percentuale di solfuri combinati con materiale organico.

## Ittiolo o PSSO
Lo scisto bituminoso chiaro è detto PSSO (Pale Sulfonated Shale Oil) o propriamente ittiolo.
L'ittiolo è incompatibile con gli acidi, i carbonati alcalini o idrossidi e i sali alcaloidi.

## Veterinaria
L'Agenzia Medica Europea nel 2005 ha pubblicato un rapporto sulle ICHTHYOL-substances (sinonimo: bituminosulfonates) durante il processo per la definizione dei Limiti per Residui Massimi (European Maximum Residue Limits, MRL)
(vedi report giugno 2005) in medicina veterinaria. 
Il Comitato per i prodotti medicinali a uso veterinario (Committee for Medicinal Products for Veterinary Use, CVMP) ha stabilito che a causa della buona tolleranza e sicurezza d'uso non sussiste la necessità di fissare un MRL per le sostanze a base di Ittiolo.
Di conseguenza, esse possono essere applicate a livello topico su tutte le specie mammifere per la produzione di cibo senza restrizioni.

## Cosmetica
Viene impiegato anche in cosmetica. La denominazione INCI per PSSO è Sodium Shale Oil Sulfonate.
Si tratta della nomenclatura comune impiegata per indicare gli ingredienti sulla confezione dei cosmetici. 
L'abbreviazione "INCI" sta per International Nomenclature of Cosmetic Ingredients (Nomenclatura Internazionale degli Ingredienti Cosmetici). Essa fa riferimento a una nuova terminologia sviluppata dalla COLIPA per tener conto della necessità di un'impostazione veramente internazionale. Giova rilevare che l'articolo 5-bis della direttiva sui prodotti cosmetici fa riferimento alla CTFA, che è stata sostituita dall'INCI in quanto designazione corretta della nomenclatura. Una denominazione INCI può coprire diverse entità chimiche.
Numero EINECS o ELINCS 215-671-7.
Si tratta di un riferimento al codice numerico stabilito dall'inventario europeo delle sostanze chimiche esistenti in commercio (European inventory of existing commercial chemical substances — EINECS) per le sostanze chimiche già note, ovvero dalla lista europea delle sostanze chimiche notificate (European list of notified chemical substances — ELINCS) per le sostanze chimiche nuove.

## Indicazioni terapeutiche
Alterazioni infiammatorie della pelle, ascessi, foruncolosi. Nelle ulcerazioni superficiali della cute e delle mucose.

## Controindicazioni ed effetti indesiderati
- Ipersensibilità ai componenti, esposizione al sole dopo l'applicazione.
- Fenomeni di sensibilizzazione.
- Incompatibile con acidi, alcali, alcaloidi e sali di ferro.
- La tendenza a sporcare i vestiti e l'odore sgradevole.

## Produzione
Lo Ictammolo viene prodotto a partire da depositi di scisti bituminosi ad alto contenuto di resti fossili di rettili marini e pesci, detti anche ittioliti, da cui il nome. 
Un esempio sono i depositi del Monte San Giorgio e di Besano.
Il minerale bituminoso viene dapprima distillato a secco. Il prodotto di distillazione viene quindi trattato tramite solfonazione e ammoniazione.
La consistenza untuosa nerastra, l'odore pungente di gomma bruciata e la colorazione nerofumo (pericolosa per i vestiti) sono dovuti proprio alla derivazione dal catrame, e al trattamento con zolfo.